# La Cousine Bette
Pour les articles homonymes, voir La Cousine Bette (homonymie).
La Cousine Bette est un roman d'Honoré de Balzac publié en 1846-1847, se déroulant dans le Paris du XIXe siècle. Le livre fait partie des Scènes de la vie parisienne de La Comédie humaine.
Lisbeth Fischer, surnommée « la cousine Bette », est une vieille fille s'appliquant à détruire systématiquement son entourage, avec la collaboration de Valérie Marneffe, une femme mal mariée, qui séduit et tourmente une série d'hommes. L'un d'eux est Hector Hulot, mari d'Adeline Hulot, la cousine de Lisbeth. Il sacrifie presque toute la fortune de sa famille dans le but de plaire à Valérie, qui finalement le quitte pour un commerçant nommé Célestin Crevel.
Dans les années 1840, le roman-feuilleton, très populaire en France, est surtout représenté par Eugène Sue avec ses écritures socialistes. Balzac souhaite surpasser Sue et montrer qu'il est le meilleur auteur de romans-feuilletons de France. Écrivant rapidement avec une concentration intense, Balzac a produit La Cousine Bette, un de ses romans les plus longs, en seulement deux mois. Il a été publié en feuilleton dans Le Constitutionnel, à la fin de l'année 1846, et constitue, avec Le Cousin Pons, publié l'année suivante, le diptyque Les Parents pauvres.
Les personnages du roman représentent plusieurs points de vue de la morale : la vengeresse cousine Bette et l'insincère Mme Marneffe d'un côté, et de l'autre, Adeline Hulot miséricordieuse et Hortense, sa fille. Le patriarche de la famille Hulot, quant à lui, est consumé par son propre désir sexuel. Le mari d'Hortense, l'exilé polonais Wenceslas Steinbock, représente le génie artistique, bien qu'il succombe à l'incertitude et au manque de motivation. Balzac s'est inspiré de sa propre mère ainsi que des travaux de la poétesse Marceline Desbordes-Valmore pour forger le caractère de Bette. On sait également qu'au moins une scène impliquant le baron Hulot était inspiré d'un événement dans la vie de l'ami de Balzac, Victor Hugo.
La Cousine Bette est considérée comme la dernière grande œuvre de Balzac. Son utilisation du réalisme détaillé se combine avec un panorama des personnages qui reviennent de précédents romans. Plusieurs critiques ont qualifié le livre de « tournant » dans la carrière de Balzac ; il a été comparé à Othello de William Shakespeare, ainsi qu'à Guerre et Paix de Léon Tolstoï. Le roman explore les thèmes du vice et de la vertu, ainsi que l'influence de l'argent sur la société française de l'époque. La relation entre Bette et Valérie est également considérée comme une exploration importante des thèmes homoérotiques.

## Résumé
Lisbeth Fischer, surnommée « la cousine Bette », est appelée à Paris par Adeline Hulot, sa cousine, femme admirable qui supporte les infidélités de son vieux mari, le baron Hulot, libertin éperdu. Aigrie, laide, sèche, maladivement jalouse d’Adeline et de sa beauté, Lisbeth s’acharnera au malheur de la baronne Hulot et de sa fille Hortense. Celle-ci a épousé le comte Wenceslas Steinbock, un réfugié livonien (polonais), orfèvre de métier, dont la cousine Bette prétendait qu’il était son « amoureux » car elle lui avait porté secours. Dans sa rage, elle pousse une de ses voisines d’immeuble, Valérie Marneffe, une courtisane, dans les bras du baron Hulot d'Ervy, puis dans ceux du comte Wenceslas. La famille Hulot s’en trouve presque détruite, mais, alors que les manigances de Lisbeth Fischer semblent aboutir et qu’elle est sur le point d’épouser le maréchal Hulot, frère du baron Hulot, le scandale des frauduleuses opérations financières menées par le baron pour couvrir ses immenses dépenses éclate. Le vieux maréchal Hulot, s’estimant déshonoré, en meurt ; quant au baron Hulot, il disparaît. Après la disparition du baron, c’est sur Célestin Crevel, père de Célestine et beau-père de Victorin Hulot d'Ervy, frère d’Hortense, que s’exercent les menées du duo infernal Lisbeth Fischer-Valérie Marneffe. Alors que cette dernière vient d’épouser Célestin Crevel, spoliant Célestine et Victorin de l’immense fortune paternelle, une intervention de madame de Saint-Estève (l’empoisonneuse déjà rencontrée dans Illusions perdues et Splendeurs et misères des courtisanes) fait périr d’un mal mystérieux la perverse Valérie Marneffe. Adeline Hulot récupère enfin son mari et, devant le bonheur retrouvé de la famille, la cousine Bette meurt de rage. Cependant, le baron Hulot n’est en rien amendé et ses nouvelles infidélités provoquent la mort d’Adeline.

## Adaptations à l'écran
Un certain nombre de films se sont appliqués à adapter le roman, comme la mini-série éponyme diffusée par la BBC en 1971 ou encore un long métrage du même nom produit en 1998 et avec Jessica Lange dans le rôle principal.
- 1927 : La Cousine Bette. France. Réalisation : Max de Rieu. Avec Alice Tissot.
- 1964 : La Cousine Bette. France. TV. Réalisation Yves-André Hubert. Avec Alice Sapritch (Lisbeth Fischer), Jean Sobieski (comte Wenceslas Steinbock).
- En 1996, le roman est adapté au cinéma par la Fox, sous la direction de Des McAnuff, avec, dans les rôles principaux, Jessica Lange (Lisbeth Fischer), Elisabeth Shue (Jenny Cadine), Bob Hoskins (Célestin Crevel), Hugh Laurie (baron Hulot d'Ervy), Aden Young (comte Wenceslas Steinbock). Le film est sorti sur les écrans américains et canadiens en 1998 mais jamais en France.